# Карлтон, Ларри
Лэрри Ка́рлтон (англ. Larry Carlton) — американский джаз, фьюжн-, поп-, рок-гитарист, певец, участник групп Fourplay и Steely Dan.

## Биография
Лэрри Карлтон родился 2 марта 1948 года в Калифорнии. Уже в шесть лет он начал играть на гитаре, а подростком увлёкся джазом и брал уроки у Джо Пассa. По его рекомендации он сменил его в квинтете «George Shearing Quintett» и принимал участие в турне «The Fifth Dimension» и «The Partridge Family».
В 1968 году Карлтон выпустил свой первый сольный альбом «With A Little Help From My Friends», в котором чувствуется влияние Уэса Монтгомери.
Благодаря своей интенсивной деятельности в студиях звукозаписи и композиции на гитаре «Gibson ES-335», которая принесла ему прозвище «Mr. 335», в 1970 году его заметили в группе «The Crusaders». Карлтон был принят в группу и оставался в ней до 1973 года. В свои продуктивные годы он участвует в записи до 50 песен в месяц, среди других для Джони Митчелл, Сэмми Дэвиса, Герба Алперта, Куинси Джонса, Пола Анки, Майклa Джексонa, Джонa Леннона, Джерри Гарсия, Долли Партон и Steely Dan. Вступление Карлтона к песне «Kid Charlemagne» группы Steely Dan было признано журналом «Rolling Stone» одним из пяти лучших гитарных соло в истории рока.
С 1976 года Карлтон занимается своей соло-карьерой, за которую несколько раз получил премию Грэмми. В 1997 году заменил гитариста группы «Fourplay». В 2010 году группа объявила об уходе Карлтона, который решил продолжить свою сольную карьеру.

## Награды
| Год  | Награда  | Номинация                              | Трек                                                  |
| ---- | -------- | -------------------------------------- | ----------------------------------------------------- |
| 1981 | «Грэмми» | Лучшее инструментальное поп-исполнение | Hill Street Blues (с Майком Пост)                     |
| 1987 | «Грэмми» | Лучшее инструментальное поп-исполнение | Minute by Minute (с Майклом МакДональдом)             |
| 2002 | «Грэмми» | Лучший инструментальный поп-альбом     | No Substitutions: Live in Osaka (со Стивом Лукатером) |
| 2011 | «Грэмми» | Лучший инструментальный поп-альбом     | Take Your Pick (с Тэк Мацумото)                       |

## Дискография

### Соло
- 1968: With a Little Help from My Friends
- 1973: Singing / Playing
- 1978: Larry Carlton
- 1979: Mr. 335 Live in Japan
- 1980: Strikes Twice
- 1981: Sleepwalk
- 1982: Eight Times Up [live]
- 1983: Friends
- 1986: Last Nite [live]
- 1986: Alone/But Never Alone
- 1987: Discovery
- 1989: Christmas at My House
- 1989: On Solid Ground
- 1992: Kid Gloves
- 1991: Renegade Gentleman (Featuring Terry McMillan)
- 1996: Gift
- 2000: Fingerprints
- 2001: No Substitutions: Live in Osaka
- 2001: Deep Into It
- 2004: Sapphire Blue
- 2005: Firewire
- 2007 :Live in Japan, feat. Robben Ford
- 2015: Session Masters

### DVD
- 2002: DVD — Live at Montreal Jazz Festival
- 2004: DVD — Ohne Filter
- 2005: DVD — The Paris Concert
- 2009: DVD- Live in Cape Town

### В группе «Fourplay»
- 1998: 4
- 1999: Snowbound
- 2000: Yes, Please
- 2002: Heartfelt
- 2004: Journey
- 2006: X
- 2008: Energy
- 2012: Esprit De Four